# Liste du patrimoine mondial au Bénin
Les Sites du Patrimoine Mondial de l'UNESCO sont des lieux importants pour le patrimoine culturel ou naturel, tels que décrits dans la Convention du patrimoine mondial de l'UNESCO, établie en 1972.
Le patrimoine culturel se compose de monuments (tels que des œuvres architecturales, des sculptures monumentales ou des inscriptions), de groupes de bâtiments et de sites (y compris les sites archéologiques). Les éléments naturels (constitués de formations physiques et biologiques), les formations géologiques et physiographiques (y compris les habitats d'espèces animales et végétales menacées) et les sites naturels qui sont importants du point de vue de la science, de la conservation ou de la beauté naturelle, sont définis comme patrimoine naturel. Le Bénin a accepté la convention le 14 juin 1982, rendant ses sites historiques éligibles à l'inscription sur la liste.
Le Bénin compte trois sites du patrimoine mondial et cinq autres sites sur la Liste indicative. Le premier site a été ajouté à la liste en 1985. Il s'agissait des Palais Royaux d'Abomey qui ont été immédiatement classés comme menacés en raison des dommages causés à la propriété par une tornade en 1984. Après une restauration minutieuse, le site a été retiré de la liste des sites en danger en 2007. Les deux autres sites sont transnationaux. Le Parc National du W a été initialement classé indépendamment au Niger en 1996. En 2017, le site a été étendu pour inclure le Parc National d'Arli au Burkina Faso et le Parc National de la Pendjari au Bénin pour former le Complexe W-Arly-Pendjari. Koutammakou, le pays des Batammariba a été initialement classé indépendamment au Togo et élargi en 2023 pour inclure les sites de l'autre côté de la frontière au Bénin. Le complexe W-Arly-Pendjari est classé pour son importance naturelle tandis que les deux autres sont des sites culturels. Le Bénin a siégé deux fois au Comité du patrimoine mondial.

## Statistiques
Le Bénin ratifie la Convention pour la protection du patrimoine mondial, culturel et naturel le 14 juin 1982. Le premier site protégé est inscrit en 1985.
Fin 2023, le Bénin compte trois sites inscrits au patrimoine mondial, 2 culturels et un naturel.
À la même date, le pays a également soumis 6 sites à la liste indicative, cinq culturels et un mixte.

## Listes

### Patrimoine mondial
Les sites suivants sont inscrits au patrimoine mondial.
|  |

|  |

### Liste indicative

#### Sites actuels
Les sites suivants sont inscrits sur la liste indicative au début 2022.
| Site                                                          | Département                        | Type                 | Date | Lien | Notes | Coordonnées | Illus. |
| ------------------------------------------------------------- | ---------------------------------- | -------------------- | ---- | ---- | --- | --- | ------ |
| La ville de Porto-Novo : quartiers anciens et palais royal    | Ouémé                              | Culturel (v), (vi)   | 1996 | 871  | | 6° 29′ 49″ nord, 2° 36′ 18″ est |        |
| La réserve W du Niger et l'habitat vernaculaire du nord Bénin | Alibori                            | Culturel (iii), (iv) | 1996 | 872  | Il s'agit d'une ancienne nomination qui prenait en compte le parc national du W au Niger et des sites au Bénin. Le premier a été classé indépendamment en 1996, tandis que les parties du Bénin ont été ajoutées en 2017 avec un site au Burkina Faso pour former le complexe W-Arly-Pendjari,. | 12° 09′ 32″ nord, 2° 34′ 41″ est |        |
| Village souterrain d'Agongointo-Zoungoudo                     | Zou                                | Culturel (i), (iv)   | 1998 | 988  | La ville souterraine se compose d'une série de bunkers avec des cuisines, des salons, des chambres et des puits, qui ont été construits pour abriter les guerriers. Les pièces sont situées à 10 m (33 pieds) sous terre. Elles datent du XVIIe siècle et ont été construites sous le règne du roi Dakodonou du Dahomey. Elles ont été découvertes lors de la construction d'une route de contournement en 1998. | 7° 10′ 12″ nord, 2° 04′ 01″ est |        |
| Basse vallée de l'Ouémé                                       | Atlantique                         | Mixte (v), (ix)      | 2020 | 6481 | Le paysage culturel a été façonné par les communautés qui, au XVIIIe siècle, ont échappé aux guerres tribales et aux raids d'esclaves et ont établi des villages, protégés par le cadre naturel. Les maisons sont souvent construites sur pilotis. Le paysage comprend divers écosystèmes, avec des habitats fluviaux et marins, des marais, des lagons, une végétation flottante, des savanes et des forêts-galeries. La région abrite de nombreuses espèces de poissons et d'oiseaux, huit espèces de primates et le lamantin africain. | 6° 22′ 26″ nord, 2° 26′ 13″ est |        |
| Sites marquants de la Route de l'esclave au Bénin             | Atlantique, Collines, Plateau, Zou | Culturel (iv), (vi)  | 2021 | 988  | La proposition d'inscription étend une précédente proposition soumise en 1996, circonscrite à Ouidah. Huit sites : - Abomey : place Singbodji - Dassa-Zoumè : Yaka (collines sacrées de Dassa) - Kétou : Akaba Idena (porte de Kétou) - Ouidah : - Place aux enchères (place Chacha) - Fort portugais - Sites du village de Zoungbodji - Embarcadère de Djègbadji (porte de non retour) - Savè : mamelles de Savè | 7° 11′ 10″ nord, 1° 59′ 38″ est 7° 46′ 37″ nord, 2° 11′ 20″ est 7° 21′ 47″ nord, 2° 36′ 07″ est 6° 21′ 29″ nord, 2° 05′ 10″ est 6° 21′ 32″ nord, 2° 05′ 24″ est 6° 20′ 24″ nord, 2° 05′ 17″ est 6° 19′ 30″ nord, 2° 05′ 20″ est 8° 02′ 24″ nord, 2° 30′ 18″ est |        |

#### Anciens sites
Les sites suivants ont été inscrits sur la liste indicative, avant d'en être retirés par la suite.
| Site                                                        | Date        | Lien | Notes                                    | Coordonnées                     | Illus. |
| ----------------------------------------------------------- | ----------- | ---- | ---------------------------------------- | ------------------------------- | ------ |
| Façade de la mosquée de Sakété                              | 1987 - 1996 | 9106 |                                          |                                 |        |
| La cité lacustre de Ganvié                                  | 1996 - 2020 | 869  |                                          | 6° 28′ 01″ nord, 2° 25′ 01″ est |        |
| La ville d'Ouidah : quartiers anciens et Route de l'esclave | 1996 - 2020 | 870  | Fusionné dans une proposition plus large | 6° 22′ 01″ nord, 2° 04′ 59″ est |        |